# الحديقة الإنجليزية

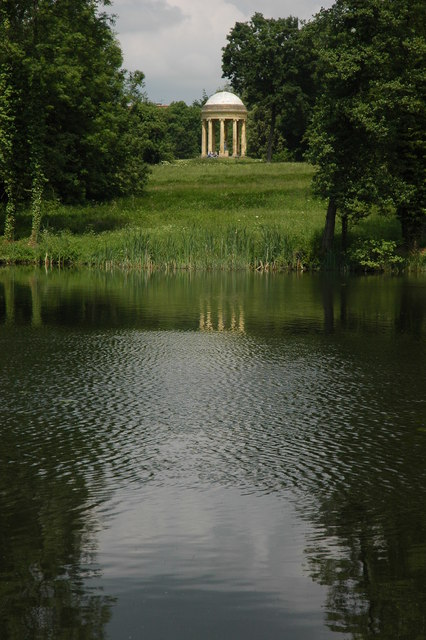
روتوندا في حديقة ستوي (1730-1738)

الحديقة الإنجليزية هو نمط من حدائق المناظر الطبيعية التي ظهرت في انكلترا في أوائل القرن الثامن عشر وانتشر في جميع أنحاء أوروبا ليحل محل النمط المتناظر الفرنسي الأكثر رسمية من القرن السابع عشر كنمط الحدائق الرئيسي في أوروبا. قدمت الحديقة الإنجليزية وجهة نظر مثالية للطبيعة، مستوحاة غالبا من لوحات المناظر الطبيعية من قبل كلود لورين ونيكولا بوسان. تتضمن عادة بحيرة ومروج منبسطة بين بساتين الأشجار وإعادة بناء معابد كلاسيكية وآثار قوطية وجسور ومعالم خلابة أخرى، تهدف إلى إعادة المنظر الطبيعي المثالي الرعوي. مع نهاية القرن الثامن عشر جرى تقليدها من قبل حديقة المناظر الطبيعية الفرنسية ووصولاً إلى سانت بطرسبرغ في روسيا في بافلوفسك في حدائق الامبراطور المستقبلي بول. كما كان لها تأثير كبير على شكل الحدائق العامة والحدائق التي ظهرت في جميع أنحاء العالم في القرن التاسع عشر.

## اقرأ أيضا
- حدائق ملوك هانوفر